# Anders Sillman
Anders Sillman, född troligen i början av 1700-talet i Håcksviks socken i Västergötland, död 1747 i Reftele socken i Jönköpings län, var en svensk målargesäll, bonadsmålare och gästgivare.

## Biografi
Anders Sillman var son till Nils Sillman och från 1743 gift med gästgivaränkan Britta Kiellman. Sillman räknas till en av de mest intressanta gestalter forskningen dragit fram inom det sydsvenska bonadsmåleriet. Innan han gifte sig och blev gästgivare i Reftele var han verksam som målare i Bogesund och Ulricehamn utan att vara mästare och förde en ambulerande tillvaro. Man förmodar att han i sina vandringar mellan arbetarna kom i kontakt med Kinnekullemåleriet som han senare introducerade till Nils Lindberg och därmed blev upphovsman till det sydsvenska bonadsmåleriet. Men det måste betonas att Sillmans insatser inte kan bevisas genom kvarvarande signerade bonader och de bonader som återfinns på museum och samlingar bara attribueras till honom. Vad som är känt är att han 1738 målade vapenhuset i Södra Unnaryds kyrka och tornet i Villstads kyrka 1746 men dessa målningar torde av den obetydliga ersättning Sillman fick bestått av rent hantverksmåleri. Sillman är representerad vid Nordiska museet i Stockholm.